# 글로보사이드

N-아세틸갈락토사민의 구조

스핑고신의 구조

글로보사이드(영어: globoside)는 세라마이드의 1번 탄소의 하이드록시기에 곁사슬로 2개 이상의 당을 포함하고 있는 중성 당스핑고지질의 한 종류이다. 글로보사이드가 포함하고 있는 당으로는 일반적으로 D-글루코스, D-갈락토스, N-아세틸갈락토사민 등이 있다. 세라마이드에 1개의 당이 연결된 당스핑고지질은 세레브로사이드라고 불린다.
당이 연결된 곁사슬은 갈락토시데이스 및 글루코시데이스에 의해 분해될 수 있다. α-갈락토시데이스의 결핍은 파브리병을 일으키는데, 파브리병은 글로보사이드인 글로보트라이아오실세라마이드가 축적되는 것이 특징인 선천성 대사 이상 질환이다.

## 같이 보기
- 당스핑고지질
- 세레브로사이드
- 강글리오사이드